# 阿梅爾斯維爾

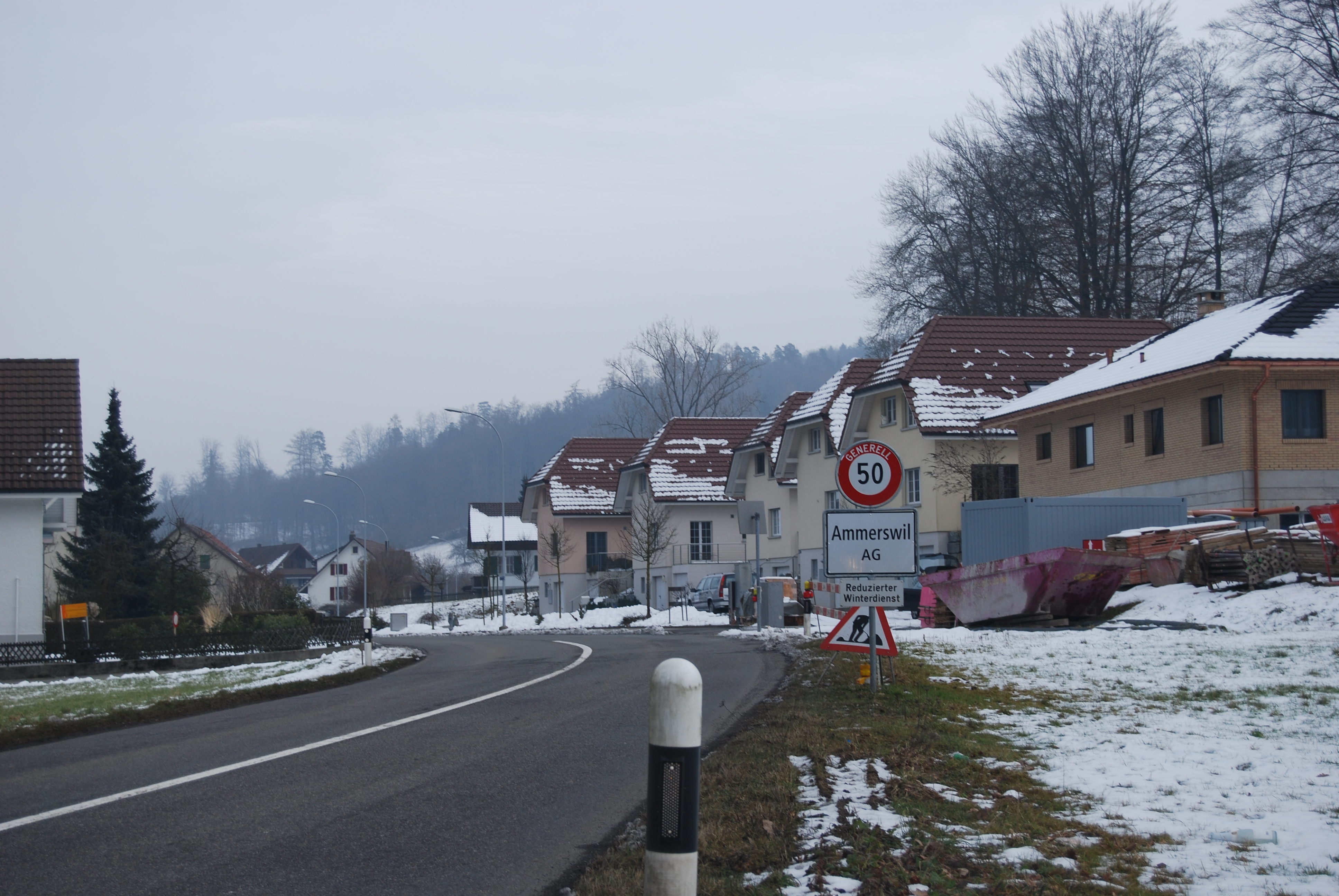

阿梅爾斯維爾是瑞士的城鎮，位於該國北部，由阿爾高州負責管轄，面積3.19平方公里，海拔高度452米，2012年人口685，六成人口信奉基督教，人口密度每平方公里215人。